# Barbara Paulus
Barbara Paulus (ur. 1 września 1970 w Wiedniu) – tenisistka austriacka, zwyciężczyni turniejów zawodowych w grze pojedynczej i podwójnej, reprezentantka w Pucharze Federacji, olimpijka.

## Życiorys
Paulus występowała w gronie tenisistek zawodowych od 1986. W 1988 odniosła pierwsze turniejowe zwycięstwo, pokonując w finale European Open w Genewie Amerykankę Lori McNeil. W 1989 w tej samej imprezie osiągnęła półfinał, eliminując m.in. kończącą karierę, ale wciąż klasyfikowaną na 4. miejscu w rankingu światowym Chris Evert (odpadła z Conchitą Martínez). Rok później po raz drugi triumfowała w Genewie, tym razem po finałowym zwycięstwie nad Kanadyjką Helen Kelesi. Rezultat ten, a także dalsze trzy finały w 1990, pozwoliły Paulus awansować do czołowej dwudziestki na świecie; w listopadzie tegoż roku wystąpiła w Masters, ale odpadła już w I rundzie z późniejszą mistrzynią Monicą Seles.
Kolejne sezony nie były dla Austriaczki udane. Zmagała się z kontuzjami nadgarstków i kolana, miała wielomiesięczne przerwy w grze. Na kolejny finał turniejowy czekała aż do września 1995, kiedy triumfowała w Warszawie po zwycięstwie nad Francuzką Alexandrą Fusai w trzech setach. W latach 1995–1997 wystąpiła w trzech finałach z rzędu w Warszawie, w 1996 przegrywając z Henrietą Nagyovą i rewanżując się tej samej zawodniczce rok później. Wygrała ponadto turnieje w Pattaya w 1995 i Maria Lankowitz w 1996. W 1996 pięciokrotnie przegrywała finały turniejowe (w tym w dużej imprezie w Hilton Head z Arantxą Sánchez Vicario), co na koniec sezonu dało jej 10. miejsce w rankingu światowym (najwyższe w karierze), a także drugi start w Masters (również zakończony na I rundzie, tym razem po porażce z Lindsay Davenport).
W turniejach wielkoszlemowych nie udało się jej nigdy awansować do ćwierćfinału, natomiast pięciokrotnie dochodziła do IV rundy (1/8 finału) – w 1989 i 1990 na US Open, 1990 i 1995 w Australian Open, w 1997 na French Open. W tej ostatniej imprezie była rozstawiona z numerem 16., a uległa późniejszej finalistce i ówczesnej liderce rankingu Martinie Hingis w nietypowym stosunku 3:6, 6:0, 0:6. W grze podwójnej Paulus odniosła mniej sukcesów, ale może się pochwalić wygranym turniejem w Sofii w 1988, gdzie partnerowała Conchicie Martinez. W 1997 przekroczyła milion dolarów w zarobkach zawodowych na korcie. Powrót do czołówki światowej Austriaczki nie okazał się jednak trwały, w 1999 kolejna poważna kontuzja (tym razem łokcia) wykluczyła ją na sezon z gry. Ostatecznie w 2001 ogłosiła zakończenie kariery sportowej.
Praworęczna, z bekhendem oburęcznym, preferowała wolne ziemne korty, chociaż u schyłku kariery potrafiła także dochodzić do finałów imprez halowych. Poza wspomnianymi wyżej miała na koncie pojedyncze zwycięstwa nad takimi zawodniczkami jak Anke Huber, Kimiko Date, Jana Novotná, Gabriela Sabatini, Mary Pierce, Jennifer Capriati. W latach 1989–1997 występowała w reprezentacji Austrii w Pucharze Federacji (m.in. półfinał 1990, ćwierćfinały 1989 i 1991), wygrywając 9 spotkań i przegrywając 13 (w grze pojedynczej 7 wygranych i 8 porażek). Bez większych sukcesów grała dwukrotnie na olimpiadzie, w Seulu w 1988 odpadając w III rundzie z Ziną Garrison (po wyeliminowaniu Jany Novotnej), a w Barcelonie w 1992 w II rundzie z Anke Huber.

## Zwycięstwa turniejowe
- gra pojedyncza
  - 1988 Genewa (European Open)
  - 1990 Genewa (European Open)
  - 1995 Warszawa, Pattaya
  - 1996 Maria Lankowitz
  - 1997 Warszawa
- gra podwójna
  - 1988 Sofia (z Conchitą Martínez)

## Finały turniejowe (gra pojedyncza)
- 1988 Sofia
- 1989 Arcachon
- 1990 Sydney, Palermo, Filderstadt
- 1996 Auckland, Hilton Head, Strasburg, Warszawa, Moskwa
- 1997 Luksemburg